# Don’t Lie
Don’t Lie (englisch für „Lüge nicht“) ist ein Lied der US-amerikanischen Hip-Hop-Gruppe The Black Eyed Peas aus dem Jahr 2005. Es erschien als Teil ihres vierten Studioalbums Monkey Business.

## Hintergrund
Geschrieben und komponiert wurde das Lied von den Black-Eyed-Peas-Mitgliedern William Adams (will.i.am), Stacy Ferguson (Fergie), Jaime Gomez (Taboo) und Allan Pineda (apl.de.ap) sowie den Koautoren Chris Peters, Drew Peters und Ricky Walters. will.i.am zeichnete darüber hinaus für die Produktion verantwortlich. Don’t Lie enthält mehrere Samples, so unter anderem von Monique (Luiz Bonfá), Rap Promoter (A Tribe Called Quest), The Ruler’s Back (Slick Rick) oder auch Slow Down (Brand Nubian).
Die Erstveröffentlichung von Don’t Lie erfolgte als Teil des vierten Black-Eyed-Peas-Studioalbums Monkey Business am 27. Mai 2005 durch A&M Records. Am 29. Juni 2005 erschien es erstmals als offizielle Single.

## Musikvideo
Das dazugehörige Musikvideo entstand unter der Regie des Saline Projects und zählte bis August 2023 über 115 Millionen Aufrufe auf YouTube.

## Rezeption

### Preise
2006 wurde Don’t Lie in der Kategorie Beste Darbietung eines Duos oder einer Gruppe mit Gesang – Pop bei den Grammy Awards nominiert, unterlag aber This Love von Maroon 5.

### Chartplatzierungen
| ChartsChartplatzierungen       | Höchstplatzierung | Wochen |
| ------------------------------ | ----------------- | ------ |
| Deutschland (GfK)              | 12 (12 Wo.)       | 12     |
| Österreich (Ö3)                | 6 (16 Wo.)        | 16     |
| Schweiz (IFPI)                 | 11 (25 Wo.)       | 25     |
| Vereinigte Staaten (Billboard) | 14 (20 Wo.)       | 20     |
| Vereinigtes Königreich (OCC)   | 6 (14 Wo.)        | 14     |

| ChartsJahrescharts (2005)      | Platzierung |
| ------------------------------ | ----------- |
| Schweiz (IFPI)                 | 87          |
| Vereinigte Staaten (Billboard) | 81          |
| Vereinigtes Königreich (OCC)   | 60          |

### Auszeichnungen für Musikverkäufe
| Land/Region                  | Auszeichnungen für Musikverkäufe (Land/Region, Auszeichnung, Verkäufe) | Verkäufe |
| ---------------------------- | ---------------------------------------------------------------------- | -------- |
| Australien (ARIA)            | Gold                                                                   | 35.000   |
| Brasilien (PMB)              | Gold                                                                   | 30.000   |
| Neuseeland (RMNZ)            | Gold                                                                   | 5.000    |
| Vereinigtes Königreich (BPI) | Silber                                                                 | 200.000  |
| Insgesamt                    | 1× Silber · 3× Gold ·                                                  | 270.000  |

Hauptartikel: The Black Eyed Peas/Auszeichnungen für Musikverkäufe